# عصوية رملية سيرتيسية
عصوية رملية سيرتيسية (الاسم العلمي: Arenibacter certesii) هي نوع من البكتيريا، سلبية الغرام، تتبع جنس عصوية رملية.